# Orto botanico di Bologna
L'Orto Botanico di Bologna è un giardino botanico gestito dall'Università di Bologna. Si trova in via Irnerio, all'interno della terza cinta muraria cittadina.

## Storia
Fondato nel 1568 da Ulisse Aldrovandi, il giardino è uno dei più antichi d'Europa, in Italia quarto dopo quelli di Pisa, Padova e Firenze. Sebbene le prime iscrizioni ad indicare un giardino di erbe medicinali a Bologna risalgano al 1365, il giardino che abbiamo oggi nasce dalla proposta del botanico Luca Ghini (1490-1556), che ha poi lasciato l'incarico per creare l'Orto botanico di Pisa, ed è diventato realtà grazie al suo successore Ulisse Aldrovandi (1522-1605). Questi primi giardini erano situati nel Palazzo Pubblico, in un cortile vicino all'odierna Sala Borsa, ma una parte venne trasferita nel 1587 in un sito più grande presso Borghetto San Giuliano (oggi Porta Santo Stefano), con una superficie di circa 5000 m². Nel 1653, sotto la direzione di Bartolomeo Ambrosini, il giardino contava un catalogo di circa 1500 specie.
Nel 1740 tutto il giardino viene trasferito a Porta Santo Stefano, a cui segue nel 1745 la costruzione di un ibernacolo, dove vengono mantenute le piante esotiche durante l'inverno. Alcune serre neoclassiche sono state aggiunte nel 1765, su progetto di Francesco Tadolini, e ancora si trovano in via San Giuliano. Una palazzina dell'orto botanico a San Giuliano conserva nel frontone un anemoscopio o "orologio a vento", probabilmente l'unico a Bologna, opera di Luigi Fabbri.
Nel 1803 il giardino è stato spostato nella sua posizione attuale. Il giardino ha subito un periodo di grave trascuratezza nei primi anni del Novecento, quando era stato coperto da un fitto bosco naturale, e nel 1944 i bombardamenti distrussero l'Orangerie di epoca napoleonica del giardino. Dalla fine della seconda guerra mondiale, tuttavia, il giardino è stato gradualmente ristrutturato.
Dopo anni di manutenzione ordinaria, ad aprile 2023 è iniziato un importante cantiere per la riqualificazione del percorso museale-espositivo e didattico-scientifico, sulla base del progetto previsto fin dal 2018 e promosso da Sistema museale di Ateneo - Unibo, Comune di Bologna e QN - Il Resto del Carlino, con il sostegno di Intesa Sanpaolo.

## Strutture
Il giardino di via Irnerio contiene circa 5.000 campioni rappresentanti oltre 1.200 specie diverse. Il suo sito è più o meno rettangolare, di circa 2 ettari di estensione, con le seguenti caratteristiche principali:
- Giardino frontale - soprattutto alberi, tra cui Albizia julibrissin, Ginkgo biloba, Ilex aquifolium, Liriodendron tulipifera, Metasequoia glyptostroboides, e anche Musa basjoo, Phyllostachys viridis, e una fontana.
- Giardino posteriore - la ricostruzione di una foresta di latifoglie tipiche locali, con serre, l'Orto dei Semplici, collezioni tematiche (compresi quelli di piante alpine e piante carnivore), e la foresta.
- Foresta - Carex pendula, Corylus avellana, Equisetum telmateia, Hedera helix, Lonicera xylosteum, Populus alba, Salix purpurea, Sambucus nigra, ecc.
- Laghetto / Zone umide.
- Serre tropicali - Bromeliaceae e orchidee, caffè, palme, spezie e piante medicinali, e vegetali di interesse economico.
- Serra piante grasse - circa 5.000 esemplari di piante succulente dal Centro e Sud America, Africa, Madagascar e Isole Canarie.
- Serra piante carnivore - piante carnivore dei generi Drosera, Pinguicola e Utricularia.
- Orto dei Semplici - un giardino di erbe tradizionali, organizzato secondo gli usi più comuni delle piante.

## Galleria d'immagini

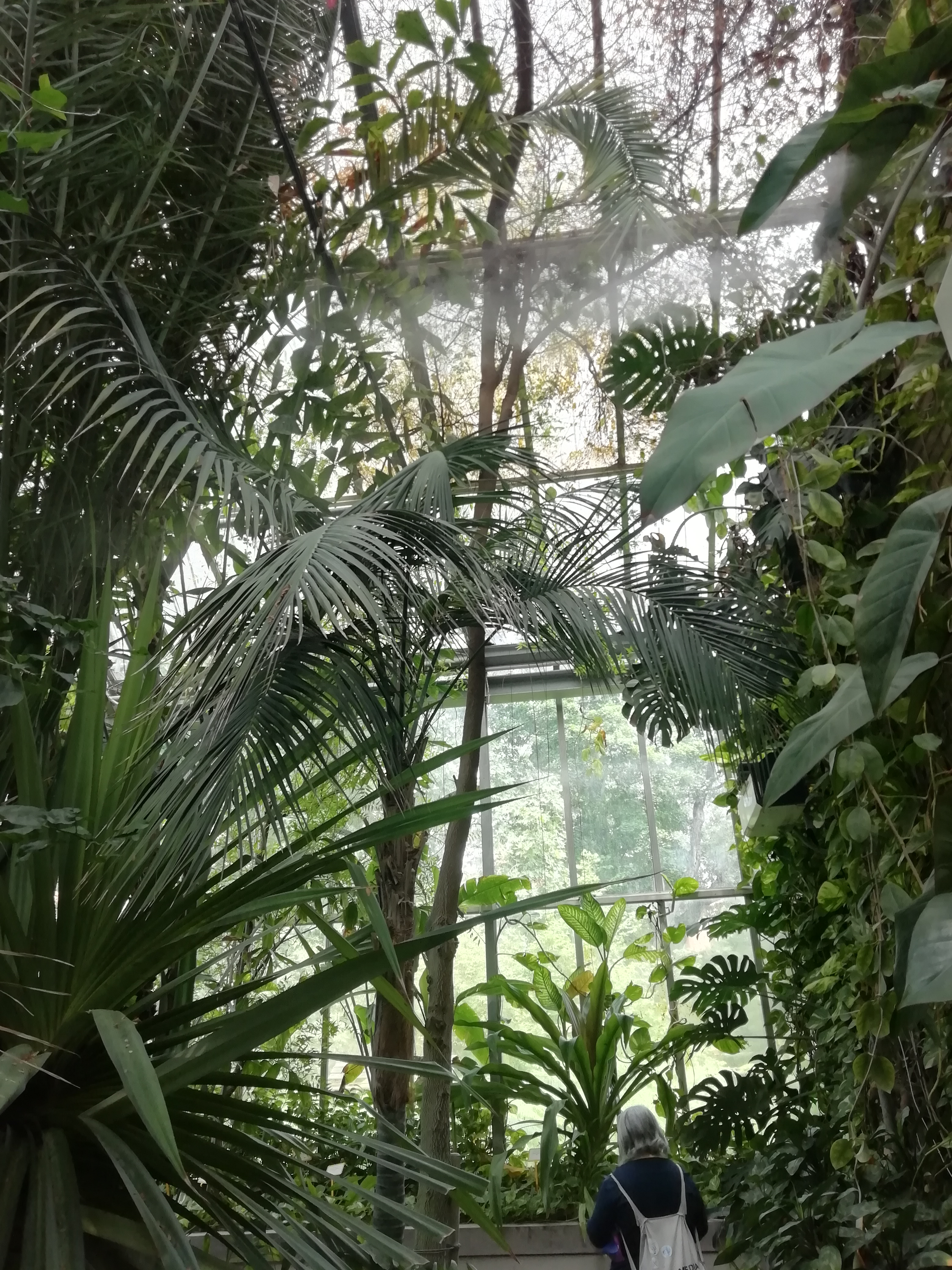
Serra tropicale
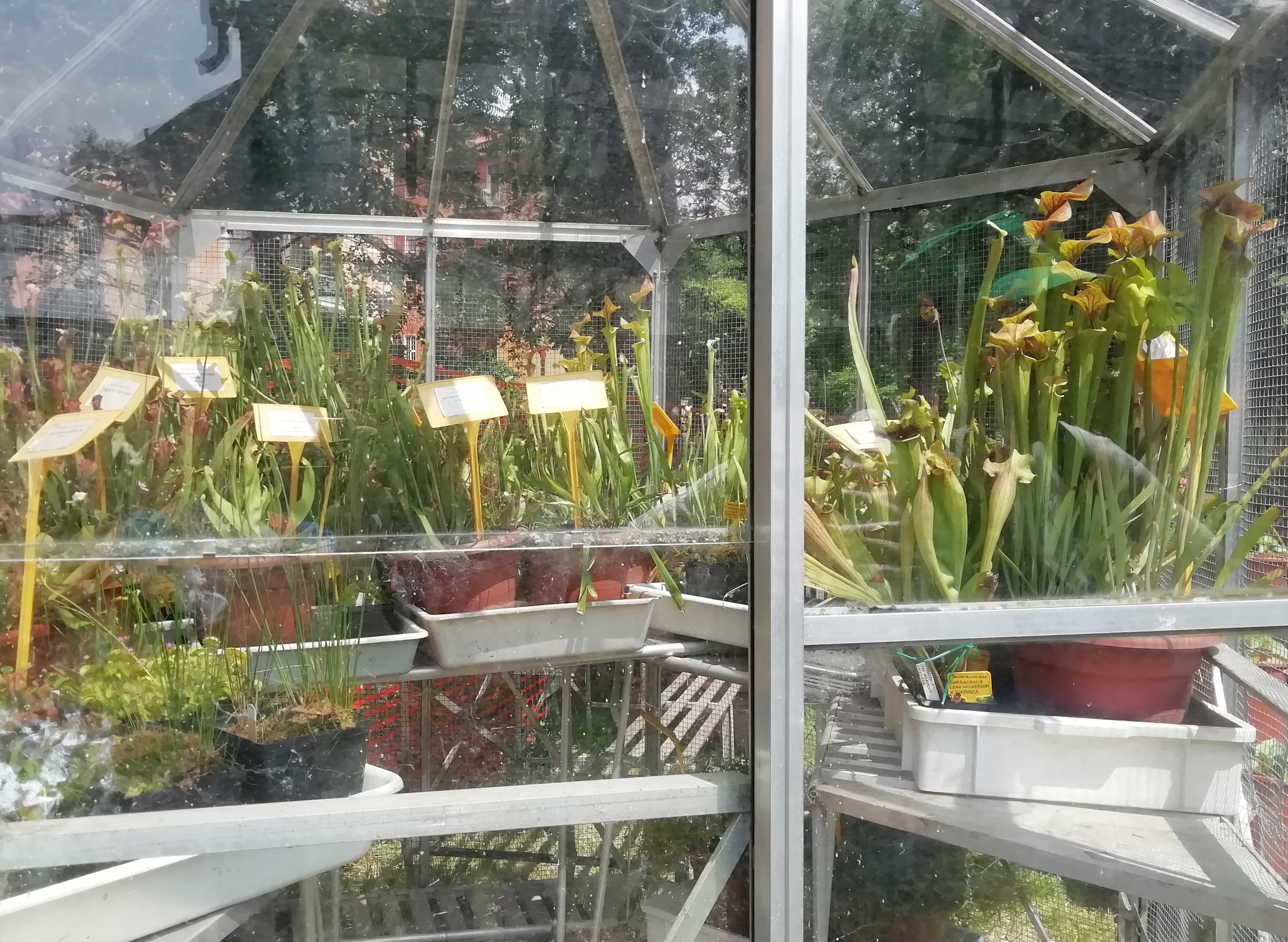
Serra delle piante carnivore
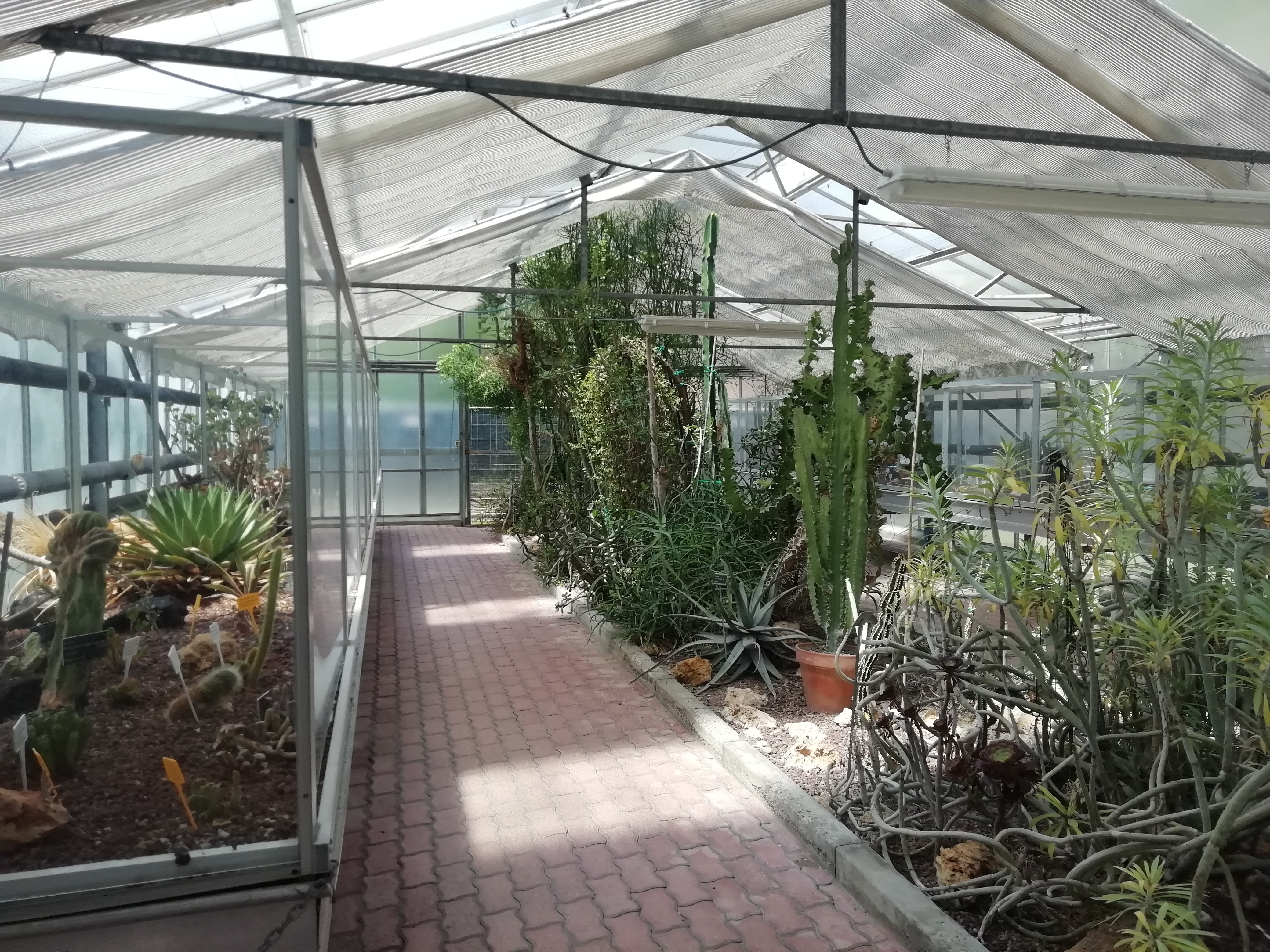
Serra delle piante succulente "Giuseppe Lodi"
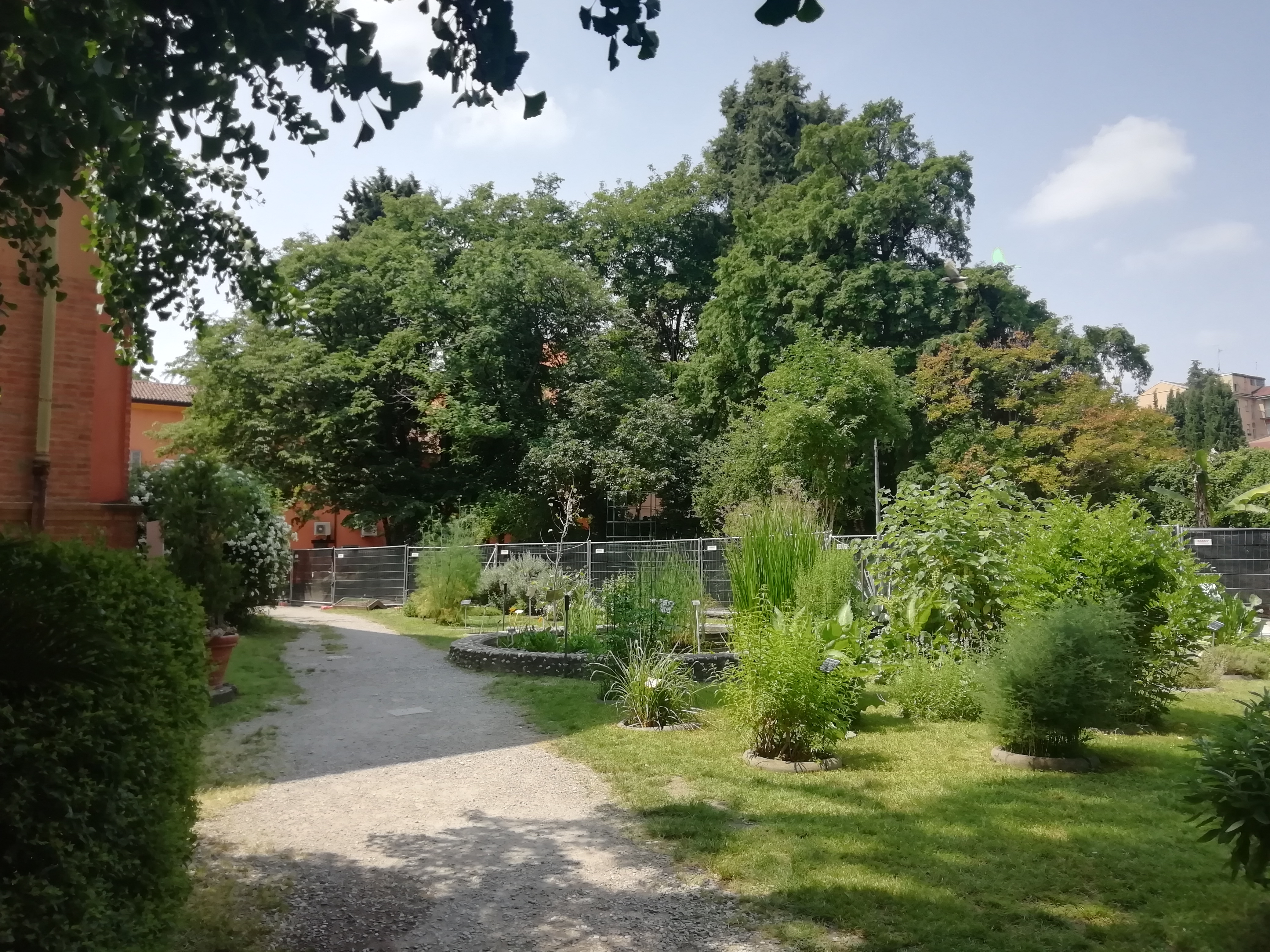
L'Orto dei Semplici
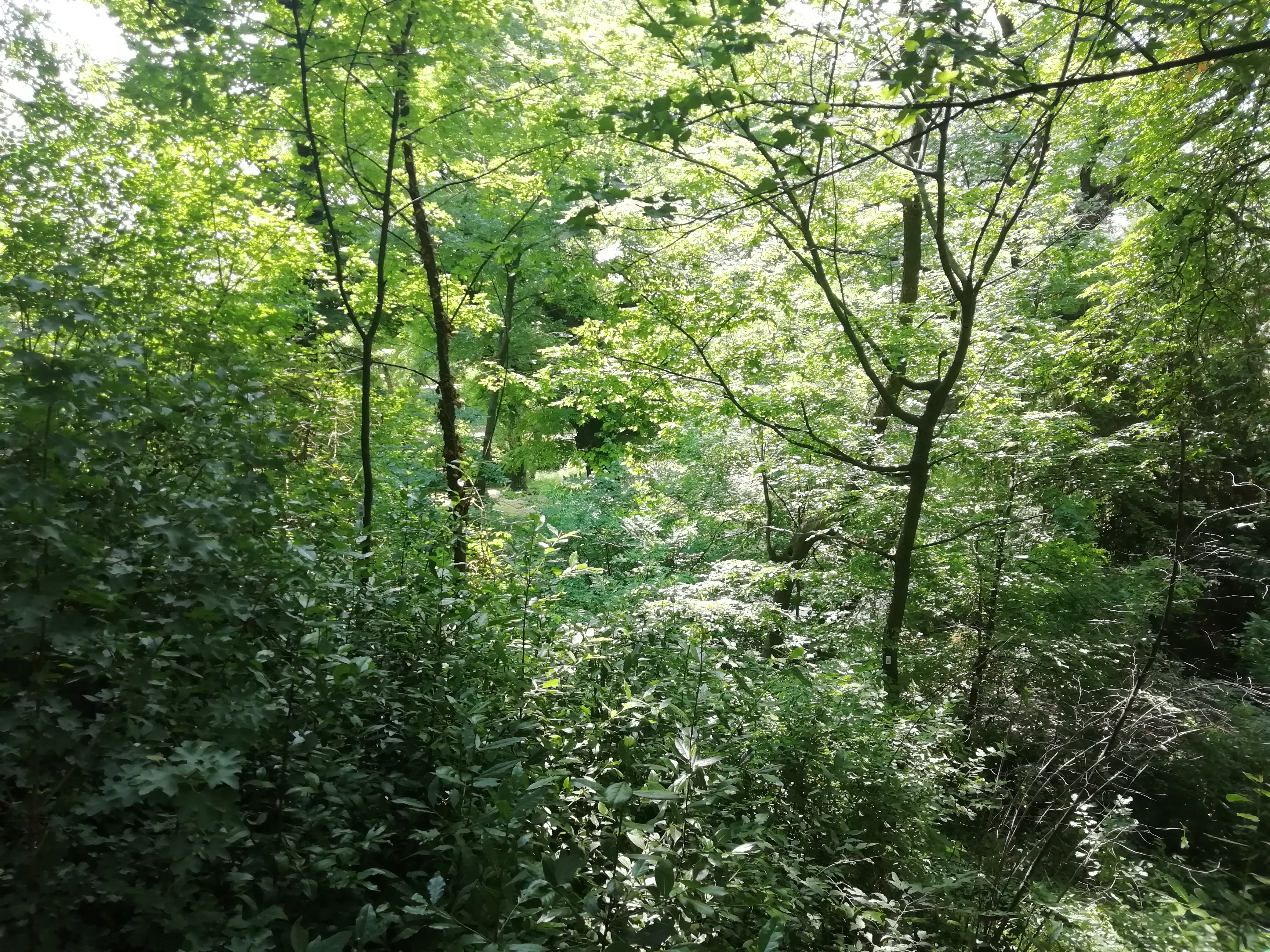
Il bosco
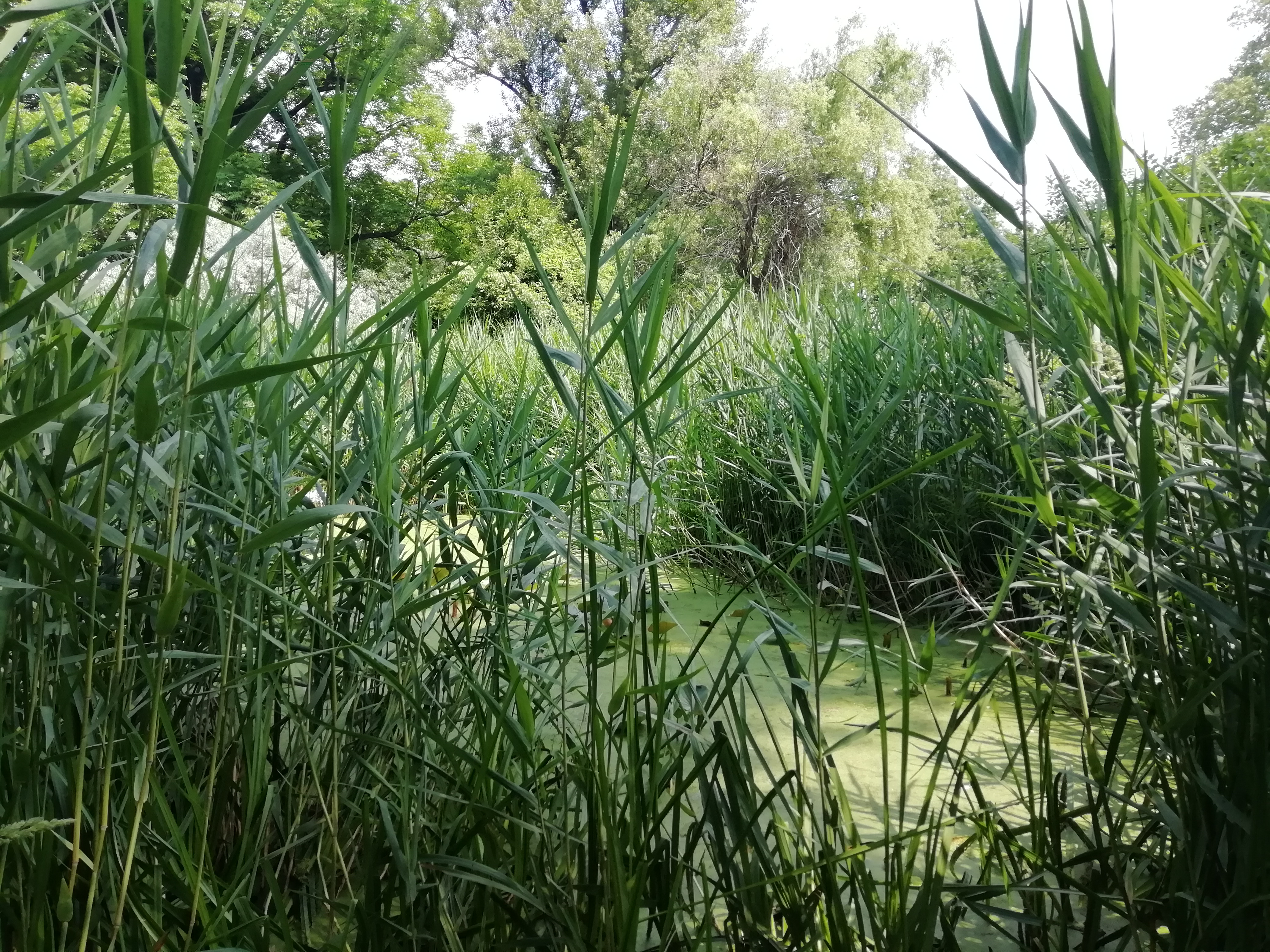
Lo stagno
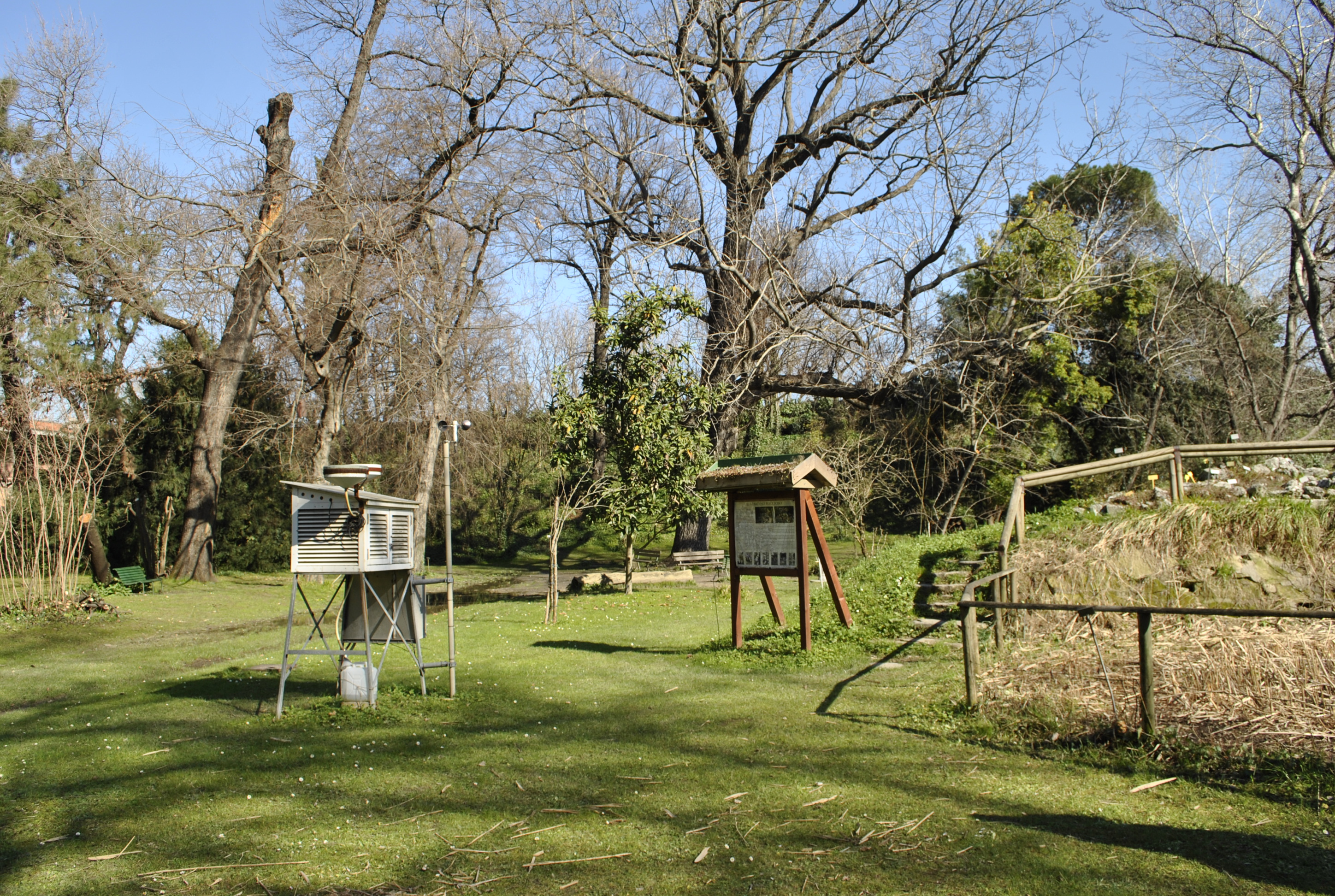
Pannello informativo e, sulla destra, il giardino roccioso